# Rochelle Hudson

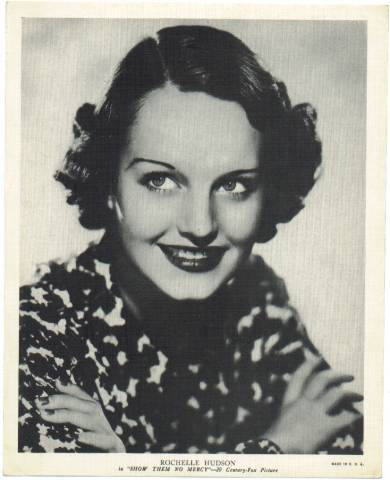
Rochelle Hudson.

Rochelle Hudson, född 6 mars 1916 i Oklahoma City, Oklahoma, död 17 januari 1972 i Palm Desert, Kalifornien, var en amerikansk skådespelare.
Hon har en stjärna på Hollywood Walk of Fame vid adressen 6200 Hollywood Blvd.

## Filmografi, urval
- 1934 – Uppror mot livet
- 1934 – Småstadsdomaren
- 1935 – Lilla hjärtetjuven
- 1935 – Polisprefekten
- 1936 – Poppy
- 1955 – Ung rebell